# Mount Kirkwood
Mount Kirkwood (in Argentinien Monte Goyena, in Chile Monte David) ist ein 460 m hoher Berg im Süden von Deception Island im Archipel der Südlichen Shetlandinseln. Er ragt 5 km westlich des Entrance Point auf.
Der britische Seefahrer Henry Foster kartierte ihn während seiner von 1828 bis 1831 dauernden Antarktisexpedition. Das UK Antarctic Place-Names Committee benannte ihn 1950 nach Captain Henry W. Kirkwood (1910–1977) von der Royal Navy, Schiffsführer des Versorgungsschiffs RRS John Biscoe in antarktischen Gewässern zwischen 1948 und 1950. Namensgeber der argentinischen Benennung ist wahrscheinlich der argentinische Freiheitskämpfer Benito José Goyena (1789–1871). Wissenschaftler der 2. Chilenischen Antarktisexpedition (1947–1948) benannten den Berg dagegen nach dem vorgeblichen Leiter der britischen Station auf Deception Island namens David Reed. Laut der Stationschronologie hat es einen solchen Leiter jedoch nicht gegeben.